# Maurice Merleau-Ponty
Maurice Merleau-Ponty (14. března 1908 Rochefort-sur-Mer (Manche) – 3. května 1961 Paříž) byl francouzský fenomenologický filosof, přítel a spolupracovník J.-P. Sartra. Zabýval se fenomenologií tělesnosti a vnímání, ale také psychologií a výchovou.

## Život
Po maturitě v Paříži studoval Merleau-Ponty filosofii v letech 1926-1930 na École Normale Supérieure společně se Sartrem a od roku 1930 vyučoval na různých gymnáziích. Už za studií se seznámil s J. Patočkou, s nímž si pak až do smrti dopisoval. Roku 1945 získal doktorát za knihy La structure du comportement (Struktura chování, 1942) a Phénomenologie de la perception (Fenomenologie vnímání, 1945) a spolu se Sartrem založil významný časopis Les temps modernes, který až do smrti redigoval. V letech 1945-1948 přednášel filosofii na univerzitě v Lyonu a v letech 1949-1952 byl profesorem dětské psychologie a pedagogiky na Sorbonně. V roce 1952 nastoupil na Collège de France jako vůbec nejmladší profesor této prestižní školy a přednášel tam až do své předčasné smrti.
Byl pochován na pařížském hřbitově Père-Lachaise.

## Dílo

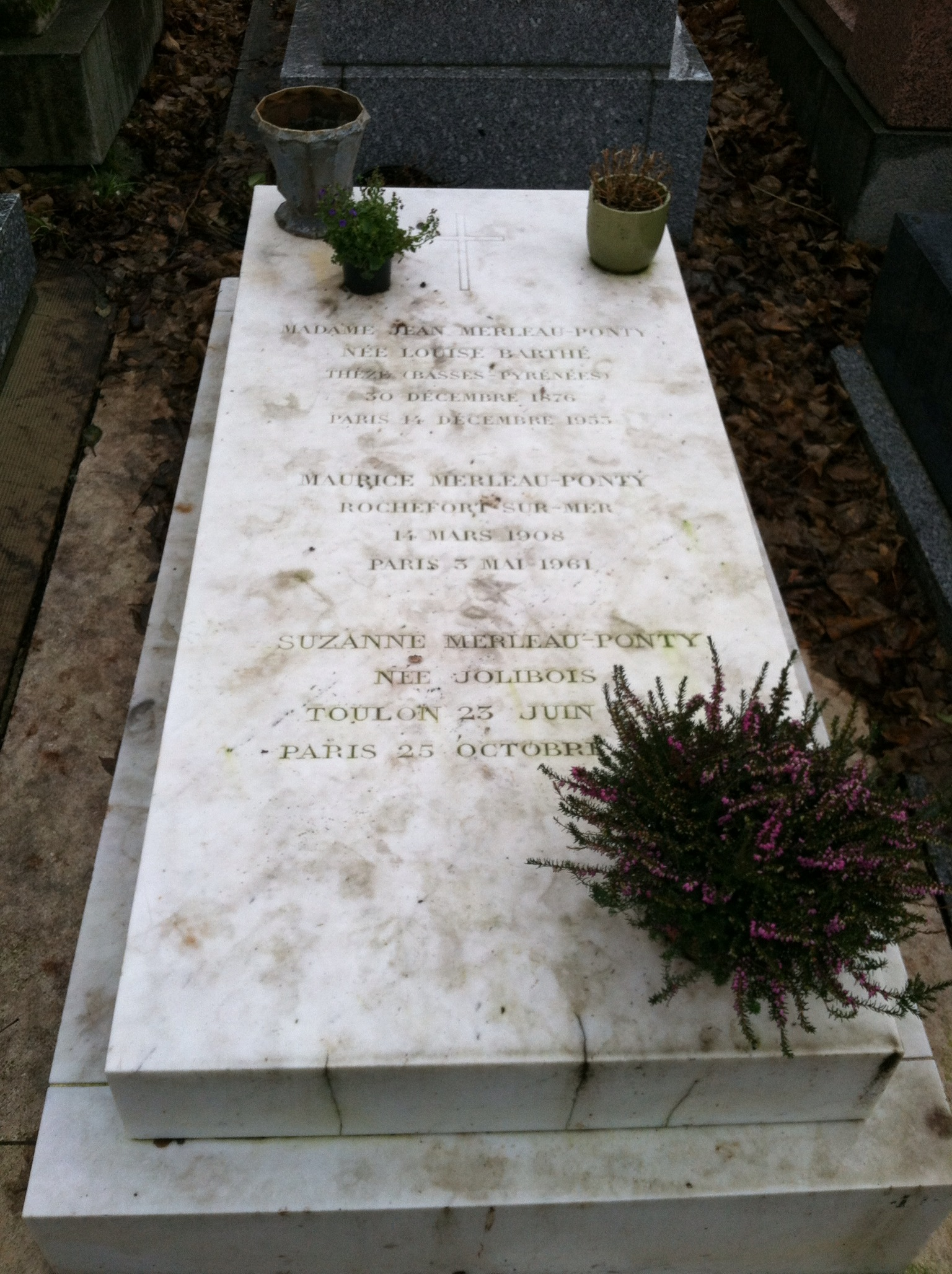
Jeho hrob na pařížském hřbitově Père-Lachaise.

Jeho první díla La structure du comportement (1942) a Phénomenologie de la perception (1945) tvoří mezníky fenomenologie a jsou intenzivním vyrovnáním se s Husserlem a Heideggerem. Merleau-Ponty totiž zdůraznil význam lidské tělesnosti, která není jen okolností, nýbrž podstatnou a určující podmínkou lidského bytí. S tím u Merleau-Pontyho souvisí i širší záběr v oblasti speciálních věd (tvarová psychologie a vývojová psychologie, fyziologie, biologická antropologie). Konfrontace s teorií vědomí, provedená v těchto dílech pomocí pojmu struktury, spojuje Merleau-Pontyho jak s pozdějším strukturalismem, tak i s existencialismem Sartrovým.
Ve své politické filosofii Merleau-Ponty nejprve vystupoval jako marxistický teoretik dějin, měl však výhrady ke stalinismu a k nároku komunistické strany na vedoucí postavení (Humanismus a teror, 1947). V r. 1955 však v knize Les aventures de la dialectique (Dobrodružství dialektiky) odhalil kořeny komunistického totalitarismu v marxistické filosofii, přičemž napadl i postoje Sartrovy, což vedlo k definitivní roztržce mezi nimi.
Už ve své nástupní přednášce Chvála filosofie, přednesené na College de France v lednu 1953, obrátil pozornost na nové cesty strukturální lingvistiky, etnologie a Freudovy psychoanalýzy, v nichž spatřoval možnost znovuoživení jednoty filosofie a dějin, což bylo jeho hlavním záměrem. Nové východisko obohacené o tyto speciální vědy, které Merleau-Ponty hledal ve svých přednáškách na Collége de France, již nemohl v plné míře uplatnit.
Dílo Viditelné a neviditelné (Le visible et l'invisible), uveřejněné tři roky po jeho smrti, chce proniknout za rovinu analýzy strukturování světa, tak jak je konstituováno vědomím, a pokouší se chápat samotný poměr viditelného a neviditelného jako to, co zakládá strukturní souvislost světa – tedy v ontologické rovině.